# Mohol
Mohol är en ort i Indien.   Den ligger i distriktet Solapur och delstaten Maharashtra, i den centrala delen av landet, 1 200 km söder om huvudstaden New Delhi. Mohol ligger 473 meter över havet och antalet invånare är 27 807.
Terrängen runt Mohol är platt, och sluttar österut. Runt Mohol är det ganska tätbefolkat, med 192 invånare per kvadratkilometer. Det finns inga andra samhällen i närheten. Trakten runt Mohol består till största delen av jordbruksmark.